# BNS Madhumati (P911)
Le BNS Bangabandhu (bengali : বানৌজা মধুমতি)  est un  grand patrouilleur de la marine du Bangladesh qui sert depuis 1998.

## Historique
Le Madhumati a été construit par le chantier naval Hyundai, en Corée du Sud. Il avait été initialement commandé pour la Garde côtière en juillet 1995 et livré en octobre 1997. Il a été mis en service dans la marine du Bangladesh le 18 février 1998. Le navire est très similaire aux navires de la Garde côtière sud-coréenne, mais possède un équipement de tir amélioré et des stabilisateurs Vosper.
En novembre 2008, le Madhumati a intercepté des navires de la marine birmane dans une région contestée du golfe du Bengale où ils soutenaient une exploration de champs de pétrole et de gaz.
Le Madhumati a été déployée au Liban avec la mission de l'ONU Force intérimaire des Nations unies au Liban (FINUL) du 17 mai 2010 au 14 juin 2014. Elle est retournée au Bangladesh le 11 août 2014. Sur son chemin, elle a visité les ports de Salalah et Sultan Qaboos d'Oman, Port de Colombo au Sri Lanka et Mumbai et Chennai Port en Inde.